# 唐诃
唐诃（1922年11月—2013年7月25日），原名张化愚，河北易县人，中华人民共和国作曲家。

## 生平
1922年11月，唐诃生于河北易县。自幼热爱音乐、文学和书法。1938年抗日战争期间，唐诃随父兄一起参加了晋察冀军区八路军。唐诃生长在农村，从未受过正规音乐教育，但接受了农村民间音乐、戏曲、学堂乐歌、地方驻军军歌的影响。歌曲《凌霄花》影响了他的一生，其中最后两句“寄言立身者，勿学柔弱苗”对他影响最大。
1940年，在纪念抗日战争全面爆发三周年时，组织干事房晓星写出一首《七·七之歌》，17岁的唐诃首次谱曲，并在万人纪念大会上指挥了这支歌的演唱，受到团领导赞扬。后来，七月剧社的音乐教师韦虹将唐诃调到七月剧社任分队长，韦虹成了唐诃在作曲上的启蒙教师。抗日战争时期的《我们是新中国的先锋》、第二次国共内战时期的《军队向前进》、抗美援朝战争时期的《志愿军战士之歌》等歌曲都是唐诃的代表作。
1954年春节，唐诃到山西祁县采风，学到很多民间乐曲，以及晋中秧歌等等。此后，他用秧歌《洗衣计》中的一个基本曲调揉和了山西梆子以及河北定县秧歌谱写出女声合唱《在村外小河旁》，成为部队抒情歌曲，后来被推荐到1956年全国音乐周并获得好评，全国20余家报刊均刊登了这支歌，并且在朝鲜、日本、苏联及东欧各国传唱，日本有人将这支歌改编为轻音乐。这支歌是唐诃第一首成名作。
1965年，为纪念红军长征胜利30周年，肖华写出组诗《长征组歌——红军不怕远征难》并点名要求北京军区战友文工团组织作曲家谱曲，晨耕、生茂、唐诃、遇秋4人遂参加谱曲。在创作排练中，他们获得了周恩来总理及老红军们的关心及指导。周恩来还专门接见了唐诃等4位曲作者，并对每段提出具体意见。
1987年3月，中国音乐家协会、河北省文联音乐家协会联合在河北省石家庄市举办“唐诃作品音乐会”，预定演出3场，后应观众要求增演2场，场场爆满。于淑珍、马国光、贾世骏、张振富、耿莲凤等歌唱家参加演唱。《解放军报》、《文艺报》、《河北日报》等媒体进行了报道。中央军委原副主席迟浩田为唐诃音乐会题词：“军歌振军威，民歌扬正气。”老将军华楠题词：“奏时代强音，振民族精神。”音乐家时乐濛题词：“扎根民族土壤，飘洒泥土芳香，展示军人魂魄，闪耀时代之光。”
1989年，唐诃定居山东省青岛市后，又创作了许多歌曲。其中《最美是中华》1994年由于淑珍演唱后，获中央人民广播电台金奖，并获第一届政府奖等奖项。唐诃还义务为不少歌唱团体当指导，并创作了《青岛美》、《海之魂》等歌曲，晚年还创作了很多村歌、校歌。
2013年7月23日，唐诃因肺部感染导致呼吸衰竭在青岛逝世，享年91岁。

## 作品
唐诃一生创作歌曲千余首，歌剧、电影音乐20多部。《牡丹之歌》、《众手浇开幸福花》、《我们的生活充满阳光》、《甜蜜的事业》等歌曲脍炙人口，《长征组歌》是他重要的代表作。
唐诃创作了大量电影音乐。1961年电影《花儿朵朵》、1962年电影《锦上添花》、1979年电影《甜蜜的事业》、1980年电影《红牡丹》的音乐均受到观众欢迎。其中《我们的生活充满阳光》（故事片《甜蜜的事业》主题歌，秦赤钰作词，吕远、唐诃作曲，于淑珍首唱）获文化部优秀歌曲奖，后来被联合国教科文组织选为亚洲音乐教材，《牡丹之歌》（故事片《红牡丹》主题歌，乔羽作词，吕远、唐诃作曲，蒋大为首唱）获中央电视台“五洲杯”金奖，并获中国唱片社“群众喜爱歌曲奖”、文化部“优秀歌曲奖”等奖项。

## 家庭
- 第一任妻子：张素萍，1987年逝世，与唐诃相伴41年。育有四个儿子[2]。
- 第二任妻子：李爱英，曾是青岛一家市级医院的医生。1987年张素萍逝世后，组织安排悲痛的唐诃到烟台疗养，在烟台唐诃结识了李爱英。当时李爱英已离婚，有两个女儿。后来唐诃和李爱英结婚[2]。